# إغيمن غوفن
إغيمن غوفن (بالتركية: Egemen Güven)‏ مواليد 25 سبتمبر 1996 في إزمير، هو لاعب كرة سلة تركي. بدأ مسيرته الاحترافية في سنة 2013. يلعب مع نادي كارشياكا لكرة السلة كلاعب وسط. يحمل الرقم 9. يبلغ طوله 7 قدم 0 بوصة (2.1 م).

## إحصائيات المسيرة

### بطولات الدوري المحلية
| الموسم  | الفريق                   | الدوري                   | لعب | دقيقة | ميداني% | ثلاثية | حرة  | ارتداد | صنع | SPG | تصدي | نقطة |
| ------- | ------------------------ | ------------------------ | --- | ----- | ------- | ------ | ---- | ------ | --- | --- | ---- | ---- |
| 2013-14 | نادي كارشياكا لكرة السلة | الدوري التركي لكرة السلة | 8   | 6.8   | .643    | --     | .500 | 1.8    | .0  | .3  | .3   | 2.4  |
| 2014-15 | نادي كارشياكا لكرة السلة | الدوري التركي لكرة السلة | 13  | 8.3   | .516    | .000   | .700 | 1.5    | .2  | .2  | .2   | 3.0  |

## روابط خارجية
- إغيمن غوفن على موقع الاتحاد الدولي لكرة السلة (الإنجليزية)
- إغيمن غوفن على موقع كرة السلة الأوروبية.كوم (الإنجليزية)
- إغيمن غوفن على موقع ريلجم (الإنجليزية)
- إغيمن غوفن على موقع بروبوليرز (الإنجليزية)
- إغيمن غوفن على موقع سبورتس رفرنس (الإنجليزية)